# CECAFA Cup 2003
De CECAFA Cup 2003 was de 27e editie van de CECAFA Cup georganiseerd door de CECAFA (Council for East and Central Africa Football Associations). Het toernooi duurde van 30 november tot en met 10 december 2003 en werd gehouden in Soedan. Oeganda won de titel voor de tiende keer in de geschiedenis. In de finale won dat land van Rwanda met 2–0. Kenia werd derde.

## Deelnemers
- Burundi (teruggetrokken)
- Djibouti (teruggetrokken)
- Somalië (teruggetrokken)

## Speelsteden
| Khartoem              | · Khartoem Kassala |
| Groep A Knock-outfase | · Khartoem Kassala |
| Kassala               | · Khartoem Kassala |
| Groep B               | · Khartoem Kassala |
|                       | · Khartoem Kassala |

## Groepsfase

### Groep A
| Team     | Gsp            | W              | G              | V              | DV             | DT             | DS             | Pnt            |
| -------- | -------------- | -------------- | -------------- | -------------- | -------------- | -------------- | -------------- | -------------- |
| Soedan   | 6              | 2              | 2              | 0              | 0              | 7              | 0              | +7             |
| Rwanda   | 1              | 2              | 0              | 1              | 1              | 2              | 5              | –3             |
| Zanzibar | 1              | 2              | 0              | 1              | 1              | 2              | 6              | –5             |
| Tanzania | Teruggetrokken | Teruggetrokken | Teruggetrokken | Teruggetrokken | Teruggetrokken | Teruggetrokken | Teruggetrokken | Teruggetrokken |

|                  |          |                                                                           |        |          |
| 30 november 2003 | Zanzibar | 0 – 4                                                                     | Soedan | Khartoem |
| 30 november 2003 |          | Haitham Al-Rashid 10', 45' Badraldin Aldoud 50' Saleh Mohammed 90' (pen.) |        | Khartoem |

|                 |                             |       |                          |          |
| 2 december 2003 | Rwanda                      | 2 – 2 | Zanzibar                 | Khartoem |
| 2 december 2003 | Olivier Karekezi 40' (pen.) |       | Abdallah Juma 55' (pen.) | Khartoem |

|                                    |                                                      |       |        |          |
| 4 december 2003 «onderlinge duels» | Soedan                                               | 3 – 0 | Rwanda | Khartoem |
| 4 december 2003 «onderlinge duels» | Haitham Al-Rashid 11' Alla Jebril 60' Anwar Onsa 87' |       |        | Khartoem |

### Groep B
| Team     | Pnt            | Gsp            | W              | G              | V              | DV             | DT             | DS             |
| -------- | -------------- | -------------- | -------------- | -------------- | -------------- | -------------- | -------------- | -------------- |
| Kenia    | 6              | 2              | 1              | 1              | 0              | 4              | 3              | +1             |
| Oeganda  | 1              | 2              | 1              | 1              | 1              | 3              | 2              | +1             |
| Eritrea  | 1              | 2              | 0              | 0              | 2              | 3              | 5              | –2             |
| Ethiopië | Teruggetrokken | Teruggetrokken | Teruggetrokken | Teruggetrokken | Teruggetrokken | Teruggetrokken | Teruggetrokken | Teruggetrokken |

|                                     |                                       |       |                     |         |
| 30 november 2003 «onderlinge duels» | Oeganda                               | 2 – 1 | Eritrea             | Kassala |
| 30 november 2003 «onderlinge duels» | Joseph Kabagambe 43' Henry Kabeta 60' |       | Ghirmay Shinash 70' | Kassala |

|                                    |                                                        |       |                            |         |
| 2 december 2003 «onderlinge duels» | Kenia                                                  | 3 – 2 | Eritrea                    | Kassala |
| 2 december 2003 «onderlinge duels» | James Omondi 27' Anthony Mathenge 91' Titus Mulama 93' |       | Testfaldet Goitom 30', 48' | Kassala |

|                                    |                |       |                     |         |
| 4 december 2003 «onderlinge duels» | Oeganda        | 1 – 1 | Kenia               | Kassala |
| 4 december 2003 «onderlinge duels» | David Obua 47' |       | Maurice Sunguti 93' | Kassala |

## Knock-outfase
|  | halve finale          | halve finale          |   |                        | finale                 | finale |
|  |                       |                       |   |                        |                        |        |
|  | 8 december – Khartoem |                       |   |                        |                        |        |
|  | Soedan                | 0 (3)                 |   |                        |                        |        |
|  | Oeganda               | 0 (4)                 |   |                        |                        |        |
|  |                       |                       |   |                        |                        |        |
|  |                       |                       |   |                        | 10 december – Khartoem |        |
|  |                       |                       |   |                        | Oeganda                | 2      |
|  |                       | Rwanda                | 0 |                        |                        |        |
|  |                       |                       |   |                        |                        |        |
|  |                       |                       |   |                        | derde plaats           |        |
|  | 8 december – Khartoem | 8 december – Khartoem |   | 10 december – Khartoem | 10 december – Khartoem |        |
|  | Kenia                 | 1 (3)                 |   | Kenia                  | 2                      |        |
|  | Rwanda                | 1 (4)                 |   |                        | Soedan                 | 1      |

### Kwartfinale
|                                    |        |                           |         |          |
| 8 december 2003 «onderlinge duels» | Soedan | 0 – 0 Strafschoppen 3 − 4 | Oeganda | Khartoem |
| 8 december 2003 «onderlinge duels» |        |                           |         | Khartoem |

|                                    |                  |                           |                 |          |
| 8 december 2003 «onderlinge duels» | Kenia            | 1 – 1 Strafschoppen 3 − 4 | Rwanda          | Khartoem |
| 8 december 2003 «onderlinge duels» | James Omondi 44' |                           | Jean Lomami 30' | Khartoem |

### Troostfinale
|                                     |                                      |       |                             |          |
| 10 december 2003 «onderlinge duels» | Kenia                                | 2 – 1 | Soedan                      | Khartoem |
| 10 december 2003 «onderlinge duels» | Maurice Sunguti 24' James Omondi 35' |       | Almazir Muhamoud 30' (pen.) | Khartoem |

### Finale
|                                     |                                   |       |        |          |
| 10 december 2003 «onderlinge duels» | Oeganda                           | 2 – 0 | Rwanda | Khartoem |
| 10 december 2003 «onderlinge duels» | Zakaria Lubega 48' David Obua 54' |       |        | Khartoem |

| Winnaar CECAFA Cup 2003 |
| ----------------------- |
|                         |
| Oeganda 9e titel        |